# Ole Amundsen
Ole Amundsen (Næstved, 1940. augusztus 20. – 2019. január 30.) dán nemzetközi labdarúgó-játékvezető.

## Pályafutása

### Nemzeti játékvezetés
1973-ban lett az I. Liga játékvezetője. A nemzeti játékvezetéstől 1984-ben vonult vissza.

### Nemzetközi játékvezetés
A Dán labdarúgó-szövetség Játékvezető Bizottsága (JB) terjesztette fel nemzetközi játékvezetőnek, a Nemzetközi Labdarúgó-szövetség (FIFA) 1975-től tartotta nyilván bírói keretében. Több nemzetek közötti válogatott és klubmérkőzést vezetett, vagy működő társának partbíróként segített. A dán nemzetközi játékvezetők rangsorában, a világbajnokság-Európa-bajnokság sorrendjében többedmagával a 10. helyet foglalja el 3 találkozó szolgálatával. Az aktív nemzetközi játékvezetéstől 1984-ben búcsúzott. Válogatott mérkőzéseinek száma: 7.

#### Világbajnokság
A világbajnoki döntőhöz vezető úton Argentínába a XI., az 1978-as labdarúgó-világbajnokságra a FIFA JB bíróként alkalmazta.

##### 1978-as labdarúgó-világbajnokság

###### Selejtező mérkőzés
| Időpont         | Helyszín                      | Mérkőzés típusa           | Mérkőzés             | Eredmény | Nézők száma |
| --------------- | ----------------------------- | ------------------------- | -------------------- | -------- | ----------- |
| 1977. május 26. | Municipal Stadion, Luxembourg | előselejtező (2. csoport) | Luxemburg–Finnország | 0 : 1    | 1 800       |

#### Európa-bajnokság
Az európai-labdarúgó torna döntőjéhez vezető úton Olaszországba a VI., az 1980-as labdarúgó-Európa-bajnokságra, valamint Franciaországba a VII., az 1984-es labdarúgó-Európa-bajnokságra az UEFA JB játékvezetőként foglalkoztatta.

##### 1980-as labdarúgó-Európa-bajnokság

###### Selejtező mérkőzés
| Időpont         | Helyszín                   | Mérkőzés típusa           | Mérkőzés               | Eredmény | Nézők száma |
| --------------- | -------------------------- | ------------------------- | ---------------------- | -------- | ----------- |
| 1979, június 4. | Olimpiai Stadion, Helsinki | előselejtező (6. csoport) | Finnország–Szovjetunió | 1 : 1    | 13 119      |

##### 1984-es labdarúgó-Európa-bajnokság

###### Selejtező mérkőzés
| Időpont            | Helyszín                       | Mérkőzés típusa           | Mérkőzés       | Eredmény | Nézők száma |
| ------------------ | ------------------------------ | ------------------------- | -------------- | -------- | ----------- |
| 1983. november 16. | Dalymount Park Stadion, Dublin | előselejtező (7. csoport) | Írország–Málta | 8 : 0    | 11 000      |

#### Skandináv Bajnokság
Nordic Championships/Északi Kupa labdarúgó tornát Dánia kezdeményezésére az első világháború után, 1919-től a válogatott rendszeres játékhoz jutásának elősegítésére rendezték a Norvégia, Dánia, Svédország részvételével. 1929-től a Finnország is csatlakozott a résztvevőkhöz. 1983-ban befejeződött a sportverseny.
| Időpont             | Helyszín                 | Mérkőzés típusa | Mérkőzés              | Eredmény |
| ------------------- | ------------------------ | --------------- | --------------------- | -------- |
| 1981. július 29.    | Városi Stadion, Halmstad | csoportmérkőzés | Svédország–Finnország | 1 – 0    |
| 1982. augusztus 11. | Városi Stadion, Oslo     | csoportmérkőzés | Norvégia–Svédország   | 1 – 0    |